# BVZ Deh 4/4 I (21-24)
De Deh 4/4 I is een elektrische locomotief van de Brig-Visp-Zermatt-Bahn (BVZ). De onderneming maakt tegenwoordig deel uit van de Matterhorn Gotthard Bahn (MGB).

## Geschiedenis
Deze locomotieven werden in de jaren 1970 door Schweizerische Lokomotiv- und Maschinenfabrik (SLM), Schweizerische Industrie-Gesellschaft (SIG) en Société Anonyme des Ateliers de Sécheron (SAAS) ontwikkeld en gebouwd voor de Furka-Oberalp-Bahn (FO) en de Brig-Visp-Zermatt-Bahn (BVZ) ) als Deh 4/4 I.

## Constructie en techniek
De locomotief is opgebouwd uit een lichtstalen frame. Deze locomotieven hebben ook tandradaandrijving. De locomotief met bagageafdeling heeft twee stuurstanden en wordt ook in combinatie met tussen rijtuigen en stuurstandrijtuig (2253–54) gebruikt.

### Tandradsysteem
Deze motorrijtuigen zijn voorzien van het tandradsysteem Abt. Abt is een systeem voor tandradspoorwegen, ontwikkeld door de Zwitserse ingenieur Carl Roman Abt (1850-1933).

### Namen
De Matterhorn Gotthard Bahn (MGB) heeft de volgende namen op de locomotieven geplaatst:
| Nummer | Naam          | Opmerking |
| ------ | ------------- | --------- |
| 21     | Stalden       | ex BVZ 21 |
| 22     | Sankt Niklaus | ex BVZ 22 |
| 23     | Randa         | ex BVZ 23 |
| 24     | Täsch         | ex BVZ 24 |

## Treindiensten
Deze treinen worden door Matterhorn Gotthard Bahn (MGB) ingezet op de volgende trajecten:
- Zermatt - Visp - Brig
- Brig - Andermatt - Disentis/Mustér

## Foto's

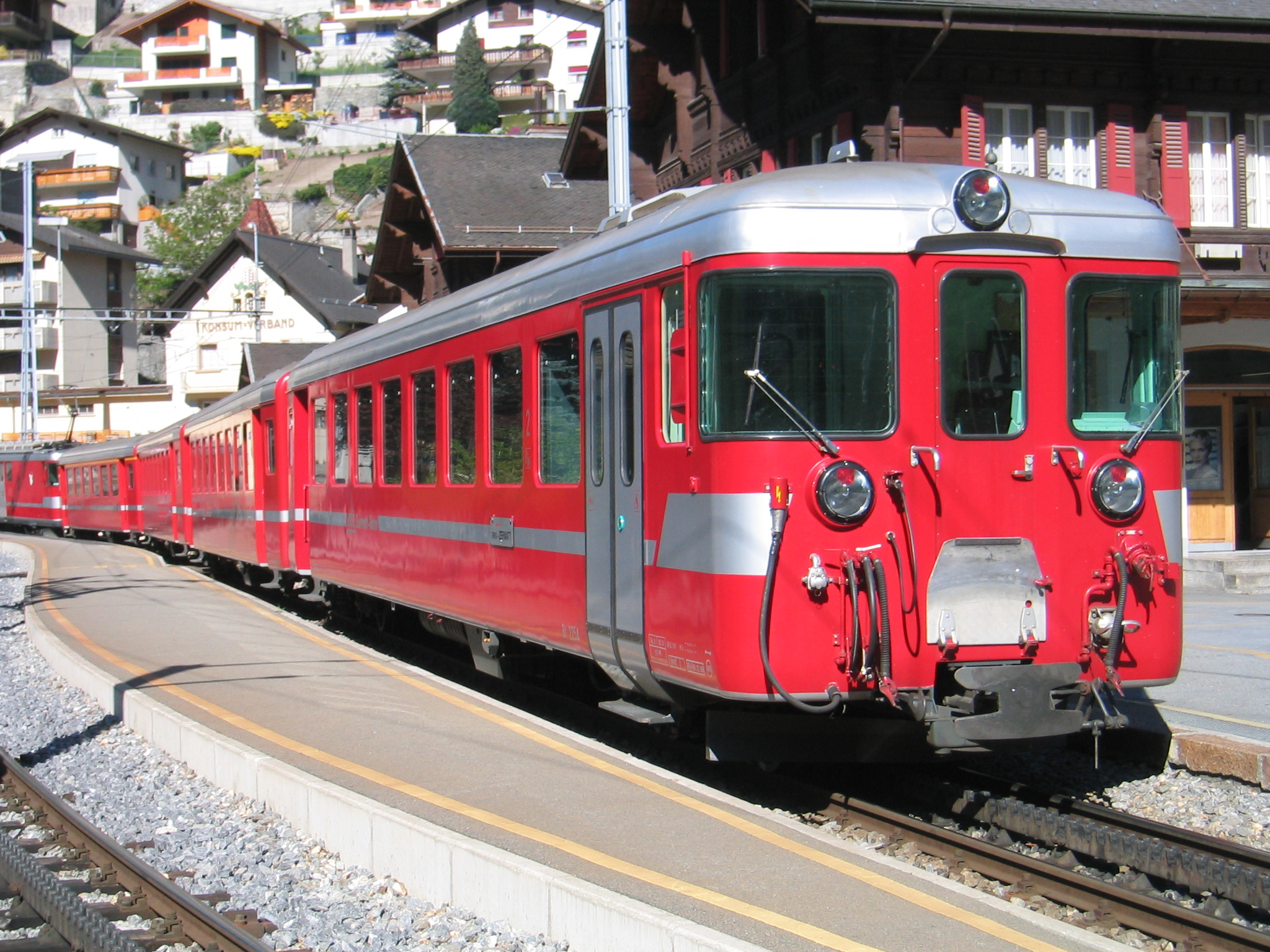

Voormalige spoorwegondernemingen: Furka-Oberalp-Bahn (FO) · Schöllenenbahn (SchB) · Brig-Visp-Zermatt-Bahn (BVZ)
1. ↑  Anton Wohler, ‘Abt, Carl Roman’, Historisch Woordenboek van Zwitserland, 23 maart 2006. Gearchiveerd op 17 februari 2018.